# Egyed (keresztnév)
Az Egyed férfinév a görögből latinosított Aegidius rövidült formája.  Jelentése: pajzsvivő. Más vélemény szerint a régi magyar Egyed személynév az egy számnév vagy a szent jelentésű egy szó (ami ma az egyház szóban él) -d kicsinyítőképzős származéka. Jelentése ez utóbbi esetben egyetlenke vagy elsőszülött, illetve szentecske.

## Gyakorisága
Az 1990-es években szórványos név, a 2000-es években nem szerepel a 100 leggyakoribb férfinév között.

## Névnapok
- február 17.[2]
- március 13.[2]
- április 23.[2]
- szeptember 1.[2]

## Híres Egyedek
- Szent Egyed
- Gencsy Egyed pannonhalmi főapát